# Wiktorzyn (powiat łomżyński)
Wiktorzyn – wieś w Polsce położona w województwie podlaskim, w powiecie łomżyńskim, w gminie Piątnica.
Wierni kościoła rzymskokatolickiego należą do parafii św. Jakuba Apostoła w Drozdowie.

## Historia
Pod koniec XIX w. majątek należał do gminy i parafii Drozdowo. Folwark Wiktorzyn liczył 478 mórg. Było 10 budynków murowanych, 7 drewnianych. Folwark wchodził w skład dóbr Olszyny.
W latach 1921–1939 ówczesny folwark leżała w województwie białostockim, w powiecie łomżyńskim, w gminie Drozdowo.
Według Powszechnego Spisu Ludności z 1921 roku folwark zamieszkiwało 61 osób w 3 budynkach mieszkalnych. Miejscowość należała do parafii rzymskokatolickiej w Drozdowie. Podlegała pod Sąd Grodzki i Okręgowy w Łomży; właściwy urząd pocztowy mieścił się w Łomży.
W okresie międzywojennym posiadłość ziemską miał tu Tadeusz Ciemieniewski (500 mórg) i Jan Lutosławski (414 mórg).
W wyniku napaści ZSRR na Polskę we wrześniu 1939 miejscowość znalazła się pod okupacją sowiecką. Od czerwca 1941 roku pod okupacją niemiecką. Od 22 lipca 1941 do 1945 włączona w skład Landkreis Lomscha, Bezirk Bialystok III Rzeszy.
Do 1954 roku miejscowość należała do gminy Drozdowo. Z dniem 18 sierpnia 1945 roku została wyłączona z woj. warszawskiego i przyłączona z powrotem do woj. białostockiego. W latach 1975–1998 miejscowość administracyjnie należała do województwa łomżyńskiego.